# BTX
BTX (ang. Balanced Technology Extended) – standard konstrukcji płyt głównych oraz zasilaczy i obudów komputerowych, który został zaproponowany w 2004 roku przez firmę Intel jako następca standardu ATX.
Zmiany dotyczą przede wszystkim takiego rozmieszczenia elementów płyty głównej, aby strumień chłodzącego powietrza przepływał od przodu do tyłu obudowy komputera, a wydzielające dużą ilość ciepła komponenty oddawały je w jego kierunku. W przedniej części obudowy umieszczony jest duży, dobrej jakości wentylator, który chłodzi radiator procesora oraz wymusza obieg powietrza we wnętrzu obudowy. Elementy wydzielające ciepło, takie jak karta graficzna czy moduły pamięci, umieszczone są równolegle do strumienia, by nie powodować jego zaburzeń.
Jednocześnie zmniejszono wymagania odnośnie przestrzeni potrzebnej do budowy pełnowymiarowych konstrukcji (zwłaszcza pod względem wysokości), co stanowi krok w kierunku platform serwerowych, zwłaszcza kasetowych.
Inercja rynku okazała się na tyle duża, że BTX nie przyjął się – producenci płyt głównych zignorowali temat, zaś wytwórcy obudów i zasilaczy, mimo kilku premier, poszli w końcu w ich ślady.